# Гао Ши
Га́о Ши (настоящее имя Гао Да-фу, ок. 700 или 702 — январь 765, Чанъань) — китайский поэт эпохи империи Тан.
Родился в округе Бохай в бедной семье, с детских лет самостоятельно зарабатывал себе на жизнь, а молодость провёл в скитаниях по стране вместе с бродячим театром, затем какое-то время вёл отшельническую жизнь в лесах, упражняясь в стрельбе из лука и владении мечом.
Стихи начал писать уже в зрелом возрасте; его произведения быстро сделались популярными в тех местах, где он бывал. Через какое-то время он получил место в свите важного чиновника, затем несколько раз безуспешно пытался сдать экзамен на получение учёной степени и в конце концов, когда ему было уже около 40 лет, сумел сделать это. Успех дал ему высокую военную должность на западной окраине; во время восстания Ань Лушаня он остался верен императору, за что был введён в его личную свиту.
Основные темы его стихотворений — военная тематика и страдания простого народа; в его поэзии чувствуется влияние ведущих поэтов танского периода, Ли Бо и Ду Фу. Лучшие его произведения, такие как «Яньский напев», «Песня о Инчжоу», «Ночью расстаюсь с другом», пользуются в Китае известностью до сих пор.